# Frankrijk op het wereldkampioenschap voetbal 1930
Frankrijk was een van de landen die deelnam aan het Wereldkampioenschap 1930 in Uruguay. Frankrijk strandde reeds in de poule-fase.

## Kwalificatie
De teams werden uitgenodigd door de FIFA om aan het kampioenschap mee te doen. Zodoende was er geen kwalificatie nodig om mee te doen aan de eerste Wereldkampioenschap voetbal. Dit was het enige WK waarvoor de landen zich niet hoefden te kwalificeren.

## Selectie
| Naam                 | Club                  | W |   |
| -------------------- | --------------------- | - | - |
| Keepers              |                       |   |   |
| André Tassin         | Racing Club de France | 0 | 0 |
| Alex Thépot          | Red Star Paris        | 3 | 0 |
| Verdedigers          |                       |   |   |
| Numa Andoire         | OGC Nice              | 0 | 0 |
| Marcel Capelle       | Racing Club de France | 3 | 0 |
| Augustin Chantrel    | CASG Paris            | 3 | 0 |
| Étienne Mattler      | FC Sochaux            | 3 | 0 |
| Alexandre Villaplane | Racing Club de France | 3 | 0 |
| Jean Laurent         | FC Sochaux            | 0 | 0 |
| Middenvelders        |                       |   |   |
| Edmond Delfour       | Racing Club de France | 3 | 0 |
| Célestin Delmer      | Amiens AC             | 1 | 0 |
| Lucien Laurent       | FC Sochaux            | 2 | 1 |
| Marcel Pinel         | Red Star Paris        | 3 | 0 |
| Aanvallers           |                       |   |   |
| Marcel Langiller     | Excelsior Roubaix     | 3 | 1 |
| Ernest Liberati      | Amiens AC             | 3 | 0 |
| André Maschinot      | FC Sochaux            | 2 | 2 |
| Émile Veinante       | Racing Club de France | 1 | 0 |
| Bondscoach           |                       |   |   |
| Jacques Caudron      |                       |   |   |

## WK-wedstrijden

### Groep A
|                        |                                                |           |             |                                                                           |
| 13 juli 1930 15:00 uur | Frankrijk                                      | 4 – 1     | Mexico      | Estadio Pocitos, Montevideo Toeschouwers: ~3,000 Scheidsrechter: Lombardi |
| 13 juli 1930 15:00 uur | L. Laurent 19' Langiller 40' Maschinot 43' 87' | (Verslag) | 70' Carreño | Estadio Pocitos, Montevideo Toeschouwers: ~3,000 Scheidsrechter: Lombardi |

|                        |            |           |           |                                                                               |
| 15 juli 1930 16:00 uur | Argentinië | 1 – 0     | Frankrijk | Estadio Parque Central, Montevideo Toeschouwers: ~18,000 Scheidsrechter: Rego |
| 15 juli 1930 16:00 uur | Monti 81'  | (Verslag) |           | Estadio Parque Central, Montevideo Toeschouwers: ~18,000 Scheidsrechter: Rego |

|                        |              |           |           |                                                                             |
| 19 juli 1930 12:50 uur | Chili        | 1 – 0     | Frankrijk | Estadio Centenario, Montevideo Toeschouwers: ~50,000 Scheidsrechter: Tejada |
| 19 juli 1930 12:50 uur | Subiabre 65' | (Verslag) |           | Estadio Centenario, Montevideo Toeschouwers: ~50,000 Scheidsrechter: Tejada |

### Eindstand
| Team       | Pld | W | D | L | GF | GA | Pts |
| ---------- | --- | - | - | - | -- | -- | --- |
| Argentinië | 3   | 3 | 0 | 0 | 10 | 4  | 6   |
| Chili      | 3   | 2 | 0 | 1 | 5  | 3  | 4   |
| Frankrijk  | 3   | 1 | 0 | 2 | 4  | 3  | 2   |
| Mexico     | 3   | 0 | 0 | 3 | 4  | 13 | 0   |

FFF · A-internationals · Selecties · Bondscoaches · Frans vrouwenelftal · Olympisch elftal · Frankrijk U21 · Frankrijk U20 · Frankrijk U19 · Frankrijk U18 · Frankrijk U17 · Frankrijk U16 · Vrouwen U17
1904 – 1919 ·
1920 – 1929 ·
1930 – 1939 ·
1940 – 1949 ·
1950 – 1959 ·
1960 – 1969 ·
1970 – 1979 ·
1980 – 1989 ·
1990 – 1999 ·
2000 – 2009 ·
2010 – 2019 ·
2020 – 2029
EK's: 1984 · 
1992 · 
1996 · 
2000 · 
2004 · 
2008 · 
2012 · 
2016 · 
2020 · 
2024
WK's: 1930 · 
1934 · 
1938 · 
1954 · 
1958 · 
1966 · 
1978 · 
1982 · 
1986 · 
1998 · 
2002 · 
2006 · 
2010 · 
2014 · 
2018 · 
2022
OS: 1900 · 
1908 · 
1920 · 
1924 · 
1948 · 
1952 · 
1960 · 
1968 · 
1976 · 
1984 · 
1996 · 
2020
1904 · 
1905 · 
1906 · 
1907 · 
1908 · 
1909 · 
1910 · 
1911 · 
1912 · 
1913 · 
1914 · 
1915 · 1916 · 1917 · 1918 · 
1919 · 
1920 · 
1921 · 
1922 · 
1923 · 
1924 · 
1925 · 
1926 · 
1927 · 
1928 · 
1929 · 
1930 · 
1931 · 
1932 · 
1933 · 
1934 · 
1935 · 
1936 · 
1937 · 
1938 · 
1939 · 
1940 · 1941  · 
1942 · 
1943 · 1944  · 
1945 · 
1946 · 
1947 · 
1948 · 
1949 · 
1950 · 
1951 · 
1952 · 
1953 · 
1954 · 
1955 · 
1956 · 
1957 · 
1958 · 
1959 ·
1960 · 
1961 · 
1962 · 
1963 · 
1964 · 
1965 · 
1966 · 
1967 · 
1968 · 
1969 ·
1970 · 
1971 · 
1972 · 
1973 · 
1974 · 
1975 · 
1976 · 
1977 · 
1978 · 
1979 ·
1980 · 
1981 · 
1982 · 
1983 · 
1984 · 
1985 · 
1986 · 
1987 · 
1988 · 
1989 · 
1990 · 
1991 · 
1992 · 
1993 · 
1994 · 
1995 · 
1996 · 
1997 · 
1998 · 
1999 · 
2000 · 
2001 · 
2002 · 
2003 · 
2004 · 
2005 · 
2006 · 
2007 · 
2008 · 
2009 · 
2010 · 
2011 · 
2012 · 
2013 · 
2014 · 
2015 · 
2016 · 
2017 · 
2018 ·
2019 ·
2020 ·
2021 ·
2022 ·
2023
Albanië ·
Algerije ·
Andorra ·
Argentinië ·
Armenië ·
Australië ·
Azerbeidzjan ·
België ·
Bolivia ·
Bosnië en Herzegovina ·
Brazilië ·
Bulgarije ·
Canada ·
Chili ·
China ·
Colombia ·
Costa Rica ·
Cyprus ·
Denemarken ·
Duitse Democratische Republiek ·
Duitsland ·
Ecuador ·
Egypte ·
Engeland ·
Estland ·
Faeröer ·
Finland ·
Georgië ·
Gibraltar ·
Griekenland ·
Honduras ·
Hongarije ·
Ierland ·
IJsland ·
Iran ·
Israël ·
Italië ·
Ivoorkust ·
Jamaica ·
Japan ·
Joegoslavië ·
Kameroen ·
Kazachstan ·
Koeweit ·
Kroatië ·
Letland ·
Litouwen ·
Luxemburg ·
Malta ·
Marokko ·
Mexico ·
Moldavië ·
Nederland ·
Nieuw-Zeeland ·
Nigeria ·
Noord-Ierland ·
Noorwegen ·
Oekraïne ·
Oostenrijk ·
Paraguay ·
Peru · 
Polen ·
Portugal ·
Roemenië ·
Rusland ·
Saoedi-Arabië ·
Schotland ·
Senegal ·
Servië ·
Slovenië ·
Slowakije ·
Sovjet-Unie ·
Spanje ·
Togo ·
Tsjechië ·
Tsjecho-Slowakije ·
Tunesië ·
Turkije ·
Uruguay ·
Verenigde Staten ·
Wales ·
Wit-Rusland ·
Zuid-Afrika ·
Zuid-Korea ·
Zweden ·
Zwitserland
Albanië (2016) ·
Argentinië (2018) ·
Argentinië (2022) ·
Australië (2018) · 
België (1904) · 
België (2018) · 
Brazilië (1998) · 
Brazilië (2006) · 
Denemarken (2002) · 
Denemarken (2018) ·
Duitsland (2014) · 
Duitsland (2021) · 
Ecuador (2014) · 
Engeland (1982) · 
Engeland (2012) · 
Engeland (2022) ·
Honduras (2014) · 
Hongarije (2021) · 
Italië (2000) · 
Italië (2006) · 
Italië (2008) · 
Japan (2001) · 
Kameroen (2003) · 
Koeweit (1982) · 
Kroatië (2018) · 
Marokko (2022) ·
Mexico (2010) · 
Nederland (2008) · 
Nigeria (2014) ·
Noord-Ierland (1982) · 
Oekraïne (2012) · 
Oostenrijk (1982) · 
Peru (2018) · 
Polen (1982) · 
Polen (2022) ·
Portugal (2006) · 
Portugal (2016) ·
Portugal (2021) ·
Roemenië (2008) ·
Roemenië (2016) ·
Senegal (2002) · 
Spanje (1984) ·
Spanje (2006) ·
Spanje (2012) ·
Spanje (2021) ·
Togo (2006) ·
Tsjecho-Slowakije (1982) ·
Uruguay (2002) ·
Uruguay (2010) ·
Uruguay (2018) ·
Zuid-Afrika (2010) ·
Zuid-Korea (2006) ·
Zweden (2012) ·
Zwitserland (2006) ·
Zwitserland (2014) ·
Zwitserland (2016) ·
Zwitserland (2021)